# Fixa rummet
Fixa rummet är ett barnprogram som sänds på SVT Barn. Det är ett byggprogram för barn som är missnöjda med sina rum. Första säsongen sändes 2011. 2019 har programmet visats i nio säsonger. 2024 fick programmet sin tionde säsong.
Programledare har varit Isabelle McAllister (säsong ett och två), Anna Braun (säsong tre till sju), Amanda Wickman (säsong fem och sex), Mattias Malmgren (säsong sju till nio), Agnes Hammar (säsong åtta och nio), Johan Hebbe och Ellen Särnevång (säsong tio).